# Товондрай, Фернан
Фернан Товондрай (фр. Fernand Tovondray, род. 12 мая 1944, Беророха, Ациму-Андрефана) — мадагаскарский легкоатлет, выступавший в барьерном беге и прыжках в длину. Участник летних Олимпийских игр 1968 года.

## Биография
Фернан Товондрай родился 12 мая 1944 года в мадагаскарском городе Беророха.
В 1968 году вошёл в состав сборной Мадагаскара на летних Олимпийских играх в Мехико. В беге на 110 метров с барьерами занял последнее, 7-е место в четвертьфинал с результатом 15,00 секунды, уступив 1,06 секунды попавшему в полуфинал с 3-го места Хуану Моралесу с Кубы. В прыжках в высоту занял 30-е место в квалификации, показав результат 2,03 метра и уступив 9 сантиметров худшим из попавших в финал.

## Личные рекорды
- Бег на 110 метров с барьерами — 15,00 (16 октября 1968, Мехико)[3]
- Прыжки в высоту — 2,08 (1967)[3]